# (27655) 1968 OK
1968 أو كي (ويعرف أيضًا باسم (27655) 1968 أو كي وفق تسمية الكوكب الصغير) (بالإنجليزية: 1968 OK)‏ هو كويكب ضمن حزام الكويكبات؛ وترتيبه 27655 من حيث الاكتشاف.
اكتُشف هذا الجُرم الفلكي بواسطة كارلوس توريس في 18 يوليو 1968.

## وصلات خارجية
- (27655) 1968 OK في قاعدة بيانات مختبر الدفع النفاث لأجرام النظام الشمسي الصغيرة

- الاكتشاف · مخطط المدار ·  العناصر المدارية · المعلمات المادية

- (27655) 1968 OK على موقع ويكي سكاي: DSS2, SDSS, GALEX, IRAS, Hydrogen α, X-Ray, Astrophoto, Sky Map, Articles and images